# Dobrești (Argeș)
Dobrești è un comune della Romania di 1 795 abitanti, ubicato nel distretto di Argeș, nella regione storica della Muntenia.

## Storia
Il comune è nato in seguito all'unione di due villaggi: Dobrești e Furești.